# VAPE
VAPE (исп. Vehículo Anfibio Pesado de Exploración — «амфибийная тяжёлая разведывательная машина») — проект аргентинской колёсной плавающей боевой разведывательной машины. Два прототипа были разработаны французскими компаниями «Рено» и «Панар» по заказу аргентинской армии. Машину предполагали использовать не только по своему прямому назначению, но и для непосредственной поддержки собственных войск и борьбы с танками противника.

## История строительства
В 1960—1970-х годах зарубежные специалисты считали Аргентину вторым после Бразилии производителем вооружений в Латинской Америке. В стране строились корабли, боевые самолёты, бомбы, стрелковое оружие и пр. Производство же бронетехники после выпуска в 1940-х годах 16 танков «Науэль» фактически прекратилось. В 1960-х был принят План «Европа», согласно которому планировалось развитие производства бронетехники в Аргентине. В 1968-м по лицензии французских фирм СОФМА и СФАК на заводе судостроительной компании Astarsa была налажена сборка танков AMX-13. В 1970-х правительством Аргентины была предпринята попытка производства собственных образцов бронетехники. В 1974 году западногерманская фирма Thyssen-Henschel получила контракт на разработку танка, под названием TAM, а также БМП VCTP.
В январе 1979 года государственная компания TAMSE заказала компаниям «Рено» и «Панар» постройку прототипов колёсной БРМ для аргентинской армии. Машину, получившей название VAPE, планировали поставлять на экспорт. Аргентине, не обладавшей развитой автодорожной сетью, требовалась быстроходная, облегчённая военная техника. С оглядкой на это строились семейства TAM/VCTP и VAE/VAPE, а в 1950-х годах — самолёт Naranjero. Контракт предусматривал постройку 1000 единиц БТР и БРМ. Сборка планировалась на заводе оборонной компании TENSA (исп. Talleres Electromecánicos Norte S.A.) в Кордове. В 1979—1980 годах «Рено» и «Панар» представили прототипы колёсной формулы 6×6. Прототипы были переданы Институту научно-технических исследований в области обороны (CITEFA) для полевых испытаний. Хотя они были пройдены успешно, тем не менее заказ на серийное производство не поступил. Аргентина того периода («Грязная война» «Процесса национальной реорганизации») испытывала финансовые затруднения, что и решило судьбу проекта VAPE. Прототипы были выставлены в музеях военной техники.

## Конструкция
VAPE имеет отделение управления в лобовой, боевое отделение — в средней части машины. Корпус БРМ герметичный, выполнен из стальной противопульной и противоосколочной брони. Штатный экипаж состоит из трёх человек: командира машины, механика-водителя и оператора-наводчика. Башня находится за моторным отделением по центру корпуса. Оснащён системами защиты от ОМП, кондиционирования воздуха, пожаротушения.

## Вооружение
VAPE оснащён 90-мм пушкой GIAT F4, расположенной в башне SAMM-TAMSE-TENSA AR90 аргентинского производства. Запас боеприпасов — 20 снарядов. Начальная скорость снаряда — 1500 м/с. Кроме того, он располагает двумя 7,62-мм пулемётами с 1000 патронами и пусковыми установками дымовых гранат, расположенных с обеих сторон башни. Приводы наведения ручные.

## Модификации
- VAPE-1 (6 × 6) — вариант БРМ фирмы Renault.
- VAPE-2 (6 × 6) — вариант БРМ фирмы Panhard.